# Fatal Command
Fatal Command je druhé studiové album heavymetalové hudební skupiny Pänzer. Vydáno bylo 6. října 2017 u vydavatelství Nuclear Blast. Jedná se o první album vydané s novými kytaristy Pontusem Norgrenem a V.O. Pulverem.

## Seznam skladeb
| Pořadí         | Název                             | Délka |
| -------------- | --------------------------------- | ----- |
| 1.             | Satan's Hollow                    | 4:05  |
| 2.             | Fatal Command                     | 4:57  |
| 3.             | We Can Not Be Silenced            | 3:33  |
| 4.             | I'll Bring You the Night          | 5:29  |
| 5.             | Scorn and Hate                    | 5:27  |
| 6.             | Afflicted                         | 4:42  |
| 7.             | Skullbreaker                      | 5:44  |
| 8.             | Bleeding Allies                   | 4:38  |
| 9.             | The Decline (...And the Downfall) | 5:16  |
| 10.            | Mistaken                          | 4:54  |
| 11.            | Promised Land                     | 4:22  |
| 12.            | Wheels of Steel                   | 5:31  |
| Celková délka: | Celková délka:                    | 58:38 |

## Obsazení
- Marcel Schirmer – zpěv, basová kytara
- Pontus Norgren – kytara
- V.O. Pulver – kytara
- Stefan Schwarzmann – bicí